# Petro Porošenko
Petro Oleksijovič Porošenko, ukrajinski politik in poslovnež, * 26. september 1965, Bolgrad, Ukrajinska SSR (zdaj Ukrajina).
Porošenko je ukrajinski poslovnež in politik. Med med letoma 2014 in 2019 je bil predsednik Republike Ukrajine. Na volitvah 2019 ga je porazil Volodimir Zelenski. Pred tem je bil tudi minister za trgovino in ekonomski razvoj (2012) ter minister za zunanje zadeve (2009–2010). 
Med svojim predsedovanjem je Porošenko vodil državo skozi prvo fazo vojne v Donbasu in potisnil ruske separatistične sile v Donbaško regijo. Proces integracije z Evropsko unijo je začel s podpisom pridružitvenega sporazuma med Evropsko unijo in Ukrajino. Porošenkova notranja politika je spodbujala ukrajinski jezik, nacionalizem, vključujoči kapitalizem, dekomunizacijo in upravno decentralizacijo. Leta 2018 je Porošenko pomagal ustanoviti avtokefalno pravoslavno cerkev Ukrajine, s čimer je ločil ukrajinske cerkve od Moskovskega patriarhata. Njegovo predsedovanje je bilo strnjeno v tribesedni slogan, ki so ga uporabljali tako podporniki kot nasprotniki: armija, mova, vira (angleško: vojska, jezik, vera). Za vnovičen mandat se je potegoval na volitvah leta 2019, a ga je premagal Volodimir Zelenski.
Porošenko je poslanec Vrhovne rade (enodomnega ukrajinskega parlamenta) in vodja stranke Evropska solidarnost. Porošenko je izven politike sicer pomemben ukrajinski oligarh. Njegovi najbolj prepoznavni blagovni znamki sta Roshen, veliko podjetje za slaščice, zaradi česar je bil znan tudi pod vzdevkom "Čokoladni kralj", in njegov televizijski informativni program 5 Kanal, ki ga je bil novembra 2021 prisiljen prodati zaradi skladnosti z zakonodajo proti oligarhom. Za oligarha velja zaradi obsega svojih poslovnih deležev v proizvodnji, kmetijstvu in financah, političnega vpliva iz več mandatov v vladi pred svojim predsedovanjem in lastništva vplivnega množičnega medija.

## Galerija
- Ob predsedniški zaprisegi.
- Srečanje s turškim predsednikom Erdoğanom.
- Z nemško kanclerko Angelo Merkel.
- Obisk v Sloveniji, na sliki s predsednik države Borutom Pahorjem.
- S predsednikom vlade Slovenije Mirom Cerarjem.